# Stazione di Marano Vicentino
La stazione di Marano Vicentino è una fermata ferroviaria posta sulla linea Vicenza-Schio. Serve il centro abitato di Marano Vicentino.